# Kristoffer Weckström
Kristoffer Weckström (Mariehamn, 26 maggio 1983) è un ex calciatore finlandese, di ruolo centrocampista.

## Carriera

### Club
Weckström cominciò la carriera con la maglia del Mariehamn. Passò poi agli inglesi del Derby County, ma non scese mai in campo con la maglia dei Rams. Nel 2005 tornò così al Mariehamn, per essere poi ingaggiato dai norvegesi del Sarpsborg Sparta. Esordì nell'Adeccoligaen in data 19 aprile 2008, quando subentrò a Berat Jusufi nel successo per 1-2 sul campo del Løv-Ham. Il 16 dicembre 2010, firmò un contratto con gli svedesi dell'Uppsala.

### Nazionale
Conta 3 presenze per la Finlandia under 21, di cui una valida per le qualificazioni al campionato europeo Under-21 2002, contro l'Inghilterra under 21.